# 塩尻市立塩尻中学校
塩尻市立塩尻中学校（しおじりしりつ しおじりちゅうがっこう）は、長野県塩尻市大小屋にある公立中学校である。

## 沿革
- 1947年（昭和22年）に学制改革により塩尻中学校として塩尻小学校と併設し開校。1954年（昭和29年）に現在地に移転[1]。

## 通学区域
東山、柿沢、金井、上西条、中西条、下西条、堀ノ内、長畝、桟敷、町区、松原、みどり湖、峰原、大門一番町、大門二番町、大門三番町、大門四番町、大門五番町、大門六番町、大門七番町、大門八番町、大門田川町。

## 教育目標
- 「理想に向かって ともに よりよく生きよう」

目指す生徒の姿
- やる気
- おもいやり
- ひとり立ち